# Josef Condrau
Josef «Giusep» Condrau (* 16. Januar 1894 in Disentis; † 6. Oktober 1974 daselbst, heimatberechtigt in Disentis, Ehrenbürger von Disentis und Trun) war ein Schweizer Journalist, Verleger, Medienmanager und Politiker (CVP).

## Leben
Condrau wuchs als ältester Sohn des katholisch-konservativen Politikers Giachen Giusep (1864–1922), Herausgeber und Redaktor der Gasetta Romontscha, in Disentis auf. Er besuchte die Gymnasien in Disentis und Schwyz und studierte Rechtswissenschaften in Freiburg, Zürich und Bern. 1932 wurde er an der Universität Freiburg mit der Dissertation Das parlamentarische Zweikammersystem unter besonderer Berücksichtigung des schweizerischen Bundesstaates promoviert. Er war Ehrenmitglied der Romania, Mitglied der Alemannia, Fryburgia und Turicia.

## Politische Laufbahn
Von 1923 bis 1957 war er Bündner Grossrat für den Kreis Disentis (1930 Ratspräsident) und von 1933 bis 1937 Mistral (Landammann) des Kreises Disentis. 1942 wurde er Präsident der Konservativ-demokratischen Partei, von 1943 bis 1948 war er Präsident der Konservativen Volkspartei (heute CVP) des Kantons Graubünden. Von 1935 bis 1963 war er Nationalrat, 1957 Präsident. Er war Mitglied aller 118 Kommissionen, darunter aller ständigen.
Im Nationalrat leitete Condrau mit seiner Interpellation von 1936 politisch die Anerkennung des Rätoromanischen als vierter Nationalsprache ein, die in der Volksabstimmung vom 20. Februar 1938 mit überdeutlicher Mehrheit angenommen wurde. Als Nachfolger des in den Bundesrat gewählten Josef Escher wurde Condrau Führer der parlamentarischen Gruppe zur Wahrung der Interessen der Bergbevölkerung, für die er sich z. B. in den Bereichen Landwirtschaftsgesetz, Finanzausgleich und Viehabsatz einsetzte. Von 1954 bis 1960 war er Präsident der konservativen Fraktion und, zusammen mit dem Generalsekretär Martin Rosenberg, massgeblich an der Erringung des dritten Bundesratssitzes der Konservativen als Übergang zur Schaffung der Zauberformel von 1959 beteiligt. Während je ca. 20 Jahren amtete Condrau überdies als Präsident des Bezirksgerichts Vorderrhein, der Elektrizitätswerke Bündner Oberland und des Bündner Oberländer Bauernvereins. Von 1955 bis 1968 war er Verwaltungsratspräsident der Furka-Oberalp-Bahn. Condrau erreichte in seiner politischen Laufbahn grossen Einfluss als Vertreter der Surselva und der Bergregionen.

## Verlegerische Laufbahn
Nach dem Tode seines Vaters war Condrau von 1922 bis 1972 in dritter Generation Inhaber und Geschäftsführer der Stampa Romontscha Condrau SA und damit Verleger und Redaktor der Gasetta Romontscha in Disentis. Ab 1954 war er im Zentralvorstand, von 1960 bis 1971 Präsident des Schweizerischen Zeitungsverleger-Verbandes (heute Verband Schweizer Medien). 1974 erhielt er den Premi radio e televisiun der Cuminanza Radio Rumantsch.

## Publikationen
- Ina vusch ord il parlament federal. 1935–1963, bearbeitet von D. Cadruvi, 3 Bde., Desertina, Disentis 1976–1978.
- mit Maurice Zermatten und Karl Erny: Publicitas: 75 Jahre Publicitas AG. Publicitas SA, Lausanne 1966.
- Das parlamentarische Zweikammersystem unter besonderer Berücksichtigung des schweizerischen Bundesstaates. Giusep Condrau, Disentis 1932 (zugl. Diss. Univ. Freiburg).

## Privates
Condrau war von 1924 bis zu seinem Tode mit Lucrezia geborene Durgiai verheiratet. Sein Sohn Pius Condrau (1924–2013) war ebenfalls Verleger der Gasetta Romontscha.